# Carrer d'Anglí
El carrer d'Anglí és una via dels barris de les Tres Torres i Sarrià, de Barcelona. Comença a la Via Augusta, travessa la Ronda de Dalt i, amb discontinuïtat, acaba al carrer de Plantada. Fins al 1931, per sobre del passeig de la Bonanova (Sarrià) s'anomenava de Sant Lluís, i per sota (les Tres Torres) de Galvany.

## Història
Part d'aquests terrenys pertanyien al Mas Anglí, prop del lloc conegut com la Font de n'Anglí. Al segle xviii, la finca era propietat de Francesc Anglí i Brichfeus, casat amb Maria Monnar. El seu fill i hereu Francesc Anglí i Monnar es va casar amb Rosa Galvany, amb qui va tenir Gertrudis Anglí i Galvany, que el 1758 es va casar amb Francesc Margenat i Bell. El seu fill Josep Margenat i Anglí es va casar amb Josepa Cuyàs i Modolell, i l'hereu fou Francesc Margenat i Cuyàs. Aquest es va casar amb Antònia Salvany i Casas i l'hereu fou Joan Margenat i Salvany (1821-1893).
El projecte dels carrers de Sant Lluís i de Galvany fou aprovat el 1888, a partir del plànol d'alineacions de Francesc Mariné. Per sobre de l'avinguda de la Bonanova hi havia dues grans finques: Can Gardenyes (Jesuïtes) i Ca n'Anglí, que aleshores pertanyia a la família Margenat, i oper sota hi havia la finca de Can Batllera, que va ser adquirida per Ramon Mumbrú, i tocant a la Via Augusta, la finca de la Nena Casas. La urbanització començà a la part nord, al carrer de Sant Lluís, a partir de tres grans institucions religioses: el monestir de Sant Pere de les Puel·les (1879), el convent i escola de la Divina Pastora (1880) i el Col·legi de Sant Ignasi de Loiola (1892). També s'hi van aixecar diverses torres, entre elles la que el 1895 es va fer per subscripció popular i es va regalar a la vídua de l'alcalde Francesc de Paula Rius i Taulet. La part baixa, coneguda com a carrer de Galvany, s'urbanitzà cap als anys 1930, també amb torres i cases unifamiliars. Durant diversos anys s'hi muntava un envelat per la Festa Major de Sarrià a l'altura del carrer de Rosales, aprofitant que hi havia molts solars sense edificar. En una d'aquestes festes va actuar la cantant d'òpera Maria Barrientos.
Per aquest carrer passava el tramvia d'Anglí, conegut com el Tramvia de Cinc, que unia l'estació de ferrocarril de les Tres Torres amb el funicular de Vallvidrera. Fou inaugurat el 1906 i va estar en actiu fins al 1936, amb l'esclat de la Guerra Civil.
Hi van viure el sociòleg Salvador Giner i el polític socialista Joan Reventós.

## Edificis destacats
| Nº    | Edifici                               | Any       | Descripció | Imatge |
| ----- | ------------------------------------- | --------- | --- | ------ |
| 45    | Casa Joan Cantarell                   | 1898      | Edifici residencial eclèctic, del mestre d'obres Joaquim Codina i Matalí. |        |
| 49-51 | Cases Josep Portusachs                | 1914 1902 | Dues cases de façana homogènia, d'estil eclèctic, obra de Francesc Solà Gener el nº 49 i de Joaquim Codina Matalí el nº 51.                                                                                 |        |
| 50    | Casa Francesc Tarragó                 | 1895      | Edifici residencial d'estil clasicista, obra de Josep Arnau Piera. |        |
| 55    | Monestir de Sant Pere de les Puel·les | 1879      | Monestir de les monges benedictines, projectat pel mestre d'obres Antoni Robert i Morera, tot i que els plànols presentats per a obtenir el permís d'obres foren signats per l'arquitecte Salvador Vinyals. |        |
| 58    | Casa Pascual del Rio                  | 1919      | Torre unifamiliar projectada per Jorge Pascual del Rio. |        |
| 62    | Casa Maria Garreta                    | 1907      | Edifici residencial d'estil eclèctic, dissenyat per Enric Sagnier Villavecchia. |        |
| 67    | Col·legi de Sant Ignasi de Loiola     | 1892      | Centre educatiu dels jesuïtes, projectat per l'arquitecte Joan Martorell i Montells. |        |
| 82    | Casa Teresa Crusó                     | 1903      | Edifici residencial d'estil modernista, obra de l'arquitecte Marcel·lià Coquillat. |        |
| 88    | Casa Salvador Oliveras (I)            | 1902      | Casa d'estiueig residencial d'estil modernista, obra de l'arquitecte Maurici Augé Robert. |        |
| 91    | Casa Salvador Oliveras (II)           | 1906      | Torre d'estiueig residencial d'estil modernista, obra de l'arquitecte Maurici Augé Robert. |        |